# Naskórkowość

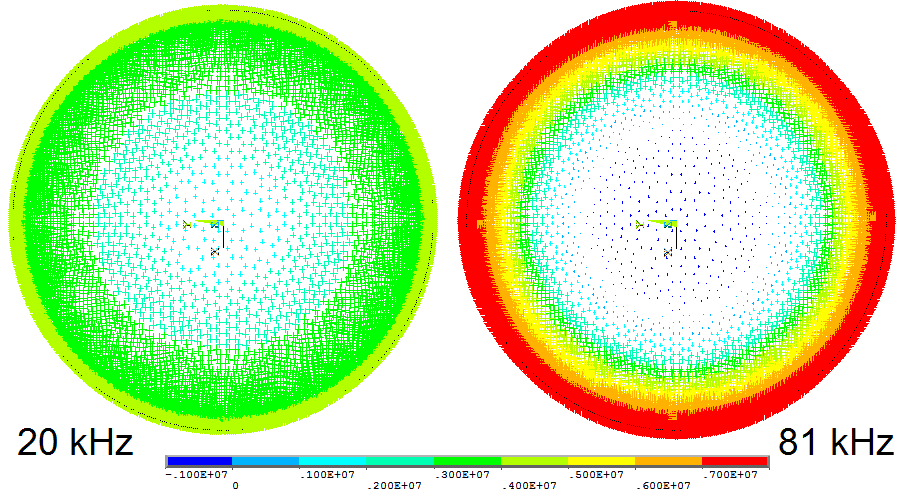
Zjawisko naskórkowości w przewodzie miedzianym o promieniu R = 1 mm dla 20 kHz (głębokość wnikania prądu δ = R/2) i 81 kHz (δ = R/4). W obydwu przypadkach płynie taki sam prąd (sinusoidalny o amplitudzie 10 A). Dla 20 kHz maksymalne gęstości prądu są mniejsze, a prąd rozkłada się na większej powierzchni, dla 81 kHz gęstości prądu są znacznie wyższe, a prąd płynie bliżej powierzchni przewodu.

Naskórkowość (ang. skin effect) – zjawisko występujące w obwodach prądu przemiennego, powodujące, że gęstość prądu przy powierzchni przewodnika jest większa niż w jego wnętrzu. Zjawisko naskórkowości wpływa na wzrost efektywnej rezystancji AC przewodnika, powodując wzrost powstających w nim strat mocy. Wielkością charakteryzującą zjawisko naskórkowości jest głębokość wnikania (pola magnetycznego lub prądu do przewodnika). Wielkość ta zależy od rezystywności, przenikalności magnetycznej ośrodka i częstotliwości prądu.

## Przyczyna powstawania

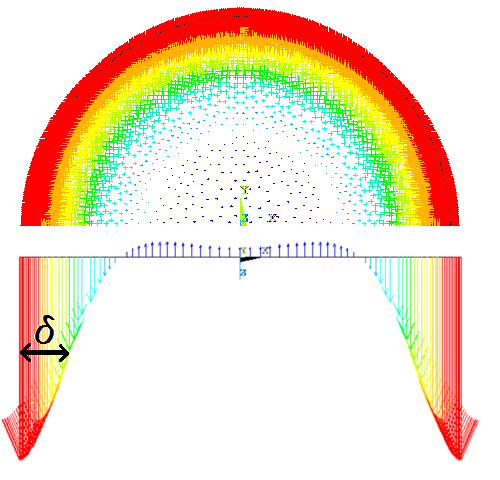
Rozkład gęstości prądu wzdłuż średnicy przewodu dla częstotliwości 126 kHz (δ = 0,2 R). W środkowej części przewodu widoczny jest prąd, który płynie przeciwnie do prądu źródłowego.

Zjawisko naskórkowości jest wynikiem wzajemnego oddziaływania pola magnetycznego i pola elektrycznego. Prąd przemienny płynący w przewodniku wytwarza zmienne pole magnetyczne. Pole to indukuje zmienne, przeciwnie skierowane pole elektryczne. To z kolei jest przyczyną powstawania prądów wtórnych, płynących w przewodzie w przeciwnym kierunku względem prądu głównego. Prądy te redukują zarówno natężenie pola magnetycznego, jak i lokalną gęstość prądu. Ponieważ najsilniejsze pole elektryczne jest indukowane wewnątrz przewodu, tam też najsilniej zanika prąd.
Zjawisko naskórkowości może być również wyjaśnione na zasadzie tzw. dyfuzji magnetycznej definiowanej równaniami Maxwella. Prąd w przewodzie wytwarza wokół siebie pole magnetyczne. Ponieważ jest to pole zmienne w czasie, wnika ono do jego wnętrza jako fala elektromagnetyczna i na skutek stratności ośrodka ulega tłumieniu . Na powierzchni przewodu indukowane są prądy, które dodają się do prądu źródłowego, natomiast wewnątrz przewodu prąd źródłowy jest przez nie redukowany. Jeżeli grubość przewodu jest duża, a częstotliwość wysoka (fala elektromagnetyczna ma wtedy małą długość), może dochodzić do sytuacji, kiedy prądy pochodzące od pola magnetycznego są sumarycznie większe niż prąd źródłowy i wtedy wewnątrz przewodu zaczyna płynąć prąd w kierunku przeciwnym, co jest zjawiskiem bardzo niekorzystnym.

## Głębokość wnikania pola

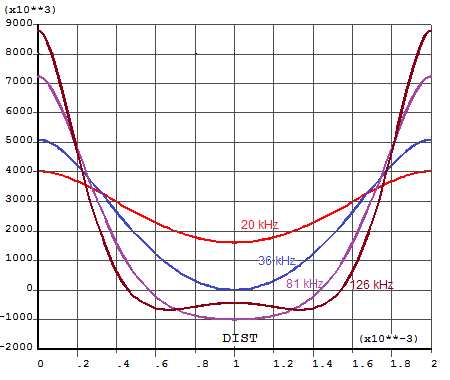
Rozkład gęstości prądu wzdłuż średnicy przewodu miedzianego dla różnych częstotliwości odpowiadających różnym stosunkom δ/R (20 kHz – δ/R=0,5, 36 kHz – δ/R=1/e, 81 kHz – δ/R=0,25 oraz 126 kHz – δ/R=0,2). Dla δ/R<1/e prąd zaczyna zmieniać kierunek – pojawia się prąd wsteczny, a dla δ/R<0,25 prąd wsteczny zaczyna maleć w osi przewodu.

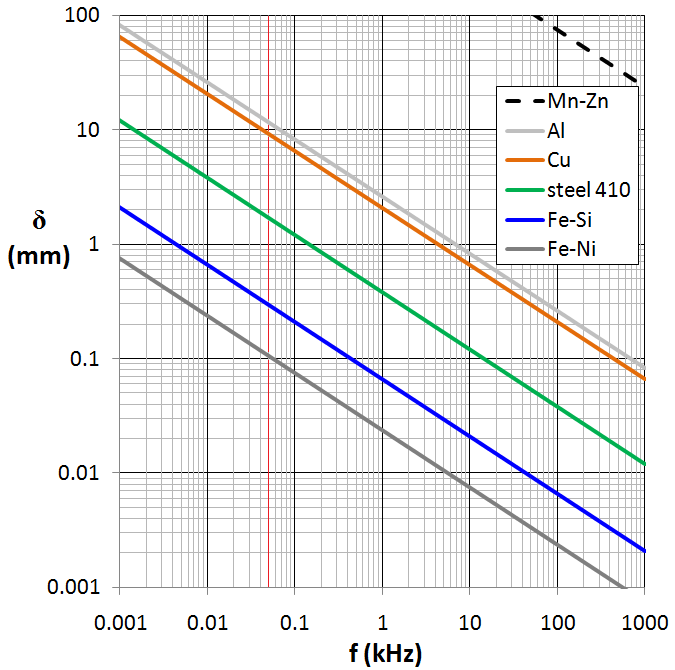
Głębokość wnikania prądu dla wybranych materiałów

Rozkład pola elektromagnetycznego i gęstości prądu w i wokół przewodu z prądem przemiennym opisywany jest równaniem klasyfikowanym jako funkcja Bessela. Do opisania pojęcia głębokości wnikania wystarczy jednak analiza uproszczona. Dla pola quasi-magnetostatycznego można opisać wnikanie pola magnetycznego do przewodu równaniem dyfuzji magnetycznej:
{\displaystyle \left({\mu \sigma _{0}{\frac {\partial }{\partial t}}-\nabla ^{2}}\right)H\left({r,t}\right)=0.}
Zakładając przypadek jednowymiarowy (przewód jako płaska płyta o grubości 2 a i nieskończonej powierzchni przewodzącej prąd w kierunku osi y, umieszczonej równolegle do zewnętrznego sinusoidalne zmiennego pola magnetycznego), to rozwiązanie takiego równania można przedstawić w postaci:
{\displaystyle H\left({y}\right)=H_{m}{\frac {\cosh k\cdot y}{\cosh k\cdot a}}.}
Analogicznym równaniem opisany jest rozkład prądu przemiennego w takim przewodzie. Gęstość prądu maleje wykładniczo od powierzchni przewodu do jego wnętrza. Jeżeli grubość przewodu jest mała, to gęstość prądu osiąga minimalną wartość w połowie grubości przewodu. Jeżeli grubość jest duża, to prąd maleje do zera, następnie zmienia znak na przeciwny i płynie jako ujemny w środkowej części przewodu po czym znów maleje do zera.
Stała {\displaystyle k} w równaniu związana jest z parametrami materiałowymi przewodu (przenikalnością magnetyczną {\displaystyle \mu } i rezystywnością {\displaystyle \rho } lub przewodnością {\displaystyle \sigma }) i częstotliwością {\displaystyle f} (często wyrażaną poprzez pulsację {\displaystyle \omega }):
{\displaystyle k^{2}={\frac {j\omega \mu }{\rho }}.}
Na podstawie tej zależności, wyznaczając rozwiązanie równania, zdefiniowano podstawową wielkość opisującą zjawisko naskórkowości, zwaną głębokością wnikania lub głębokością dyfuzji magnetycznej i oznaczaną przez δ. Można ją przedstawić jako:
{\displaystyle \delta ={\frac {\left({1+j}\right)}{k}}={\sqrt {\frac {2\rho }{\omega \mu }}}={\sqrt {\frac {2}{\omega \mu \sigma }}}={\sqrt {\frac {1}{\pi f\mu \sigma }}},}
gdzie:
{\displaystyle \rho } – rezystywność przewodu,
{\displaystyle \sigma } – przewodność przewodu = {\displaystyle 1/\rho ,}
{\displaystyle f} – częstotliwość,
{\displaystyle \omega } – pulsacja kątowa = {\displaystyle 2\pi \times f,}
{\displaystyle \mu } – przenikalność magnetyczna (bezwzględna).
W praktyce głębokość wnikania jest to taka odległość od powierzchni przewodu, na której gęstość prądu osiąga wartość 1/e (czyli około 37%) swojej wartości maksymalnej.
W układach elektromagnetycznych, które nie spełniają kryterium pola quasi-statycznego (długość fali porównywalna w wymiarem charakterystycznym układu), gdzie prąd płynie często w środowiskach niemetalicznych (na przykład przy częstotliwości drgań cząsteczek plazmy), głębokość wnikania powinna uwzględniać dodatkowo przenikalność elektryczną ε. Wtedy głębokość wnikania może być zapisana zależnością:
{\displaystyle \delta ={\sqrt {\frac {2\rho }{\omega \mu }}}\;\;{\sqrt {{\sqrt {1+\left({\rho \omega \epsilon }\right)^{2}}}+\rho \omega \epsilon }},}
gdzie:
{\displaystyle \epsilon } – przenikalność elektryczna ośrodka.
Dla częstotliwości niskich wyrażenie pod drugim pierwiastkiem przyjmuje wartość w przybliżeniu równą jedności i głębokość wnikania opisana jest zależnością wyprowadzoną dla pól quasi-statycznych. Dla bardzo dużych częstotliwości {\displaystyle (\omega \gg 1/\rho \epsilon )} naskórkowość wykazuje asymptotyczną zależność względem częstotliwości, przez co wzór powyżej można uprościć do postaci:
{\displaystyle \delta \approx {2\rho }{\sqrt {\frac {\epsilon }{\mu }}}\qquad (\omega \gg 1/\rho \epsilon ).}
To odstępstwo od pełnej formuły jest najczęściej stosowane do materiałów o dużej rezystywności i częstotliwości, gdzie długość fali nie jest znacznie większa od ich głębokości wnikania. Na przykład dla niedomieszkowanego krzemu, który jest słabym przewodnikiem, głębokość wnikania wynosi około 40 m przy 100 kHz (λ = 3000 m). W zakresie częstotliwości megahercowych głębokość wnikania w krzemie nigdy nie spada poniżej asymptotycznej wartości 11 m. W tabeli poniżej zostały zestawione głębokości wnikania różnych materiałów.
| Materiał        | f = 60 Hz | f = 1 kHz | f = 1 MHz | f = 1 GHz |
| --------------- | --------- | --------- | --------- | --------- |
| Miedź           | 8,61 mm   | 2,1 mm    | 0,067 mm  | 2,11 μm   |
| Żelazo          | 0,65 mm   | 0,16 mm   | 5,03 μm   | 0,016 μm  |
| Woda morska     | 32,5 m    | 7,96 m    | 0,25 m    | 7,96 mm   |
| Wilgotna ziemia | 650 m     | 159 m     | 5,03 m    | 0,16 m    |

## Wpływ naskórkowości na rezystancję i indukcyjność
Na skutek występowania zjawiska naskórkowości zmienia się rezystancja zastępcza przewodu, w którym płynie prąd przemienny (rezystancja efektywna AC). Wynika to ze zmiany rzeczywistego przekroju przewodu, przez który płynie prąd. Rezystancję przewodów dla prądu stałego wyznacza się z wymiarów geometrycznych, mnożąc rezystywność właściwą materiału przez długość przewodu i dzieląc przez przekrój poprzeczny. Oznacza to, że zmniejszanie przekroju poprzecznego powoduje wzrost rezystancji. Taka sytuacja ma miejsce w przypadku występowania zjawiska naskórkowości. Mimo że fizycznie przekrój przewodu nie zmienia się, to prąd płynie tylko przez jego część i ta część wpływa na wartość rezystancji. Rezystancja AC jest najczęściej mierzona metodą techniczną jako stosunek napięcia do prądu w przewodzie.
Dla przewodów o promieniu większym od głębokości wnikania rezystancję efektywną AC można wyznaczyć w sposób uproszczony, przyjmując, że gęstość prądu przy powierzchni jest stała i że płynie on tylko do głębokości wnikania. Wtedy przekrój użyteczny jest przekrojem pierścienia o wewnętrznym promieniu pomniejszonym względem zewnętrznego o głębokość wnikania. Można również wyznaczyć przekrój w przybliżeniu mnożąc głębokość wnikania przez obwód przewodu.
Na skutek zjawiska naskórkowości zmienia się wewnętrzna indukcyjność przewodu, w którym płynie prąd przemienny. Indukcyjność jako miara energii magnetycznej zgromadzonej w danym układzie zmienia się nieznacznie i wynika z ekranowania pola magnetycznego wewnątrz przewodu. Zmiana (zmniejszanie) indukcyjności własnej na skutek zjawiska naskórkowości może być obserwowana na przykład dla przewodów koncentrycznych (walcowych).
Naskórkowość nie wpływa na indukcyjność elementów wykonanych z przewodów, w których płynie prąd przemienny. Jeżeli z przewodu wykonana zostanie na przykład cewka cylindryczna (solenoidalna), to zmiana rozkładu prądu wewnątrz przewodu wywołana zjawiskiem naskórkowości nie zmieni rozkładu pola magnetycznego w cewce, a tym samym jej indukcyjności, wpłynie natomiast na jej dobroć, czyli stosunek reaktancji indukcyjnej do rezystancji cewki.

### Eliminacja negatywnego wpływu naskórkowości
W elektrotechnice, w celu zminimalizowania skutków zjawiska naskórkowości, stosuje się różne zabiegi konstruktorskie i materiałowe. W elektroenergetyce w celu zmniejszenia wpływu tego zjawiska na straty mocy w liniach przesyłowych stosuje się specjalne konstrukcje żył przewodów, polegające na wykonaniu żyły z wiązki cienkich nieizolowanych przewodów. Nie eliminuje to całkowicie zjawiska, ale zwiększa powierzchnię czynną przekroju przewodu. Ponadto eliminuje się środkową żyłę, która praktycznie nie przewodzi prądu, wstawiając w jej miejsce linę stalową, pełniącą rolę konstrukcji nośnej.
W elektronice mocy oraz radioelektronice przewody, dla których wymagana jest duża obciążalność prądowa, wykonuje się z licy. Cechą charakterystyczną licy jest to, że złożona jest z dużej liczby cienkich przewodów (o średnicy dobranej do przewidywanej częstotliwości pracy), izolowanych względem siebie (lakier, oplot jedwabny, bawełniany) oraz odpowiednio przeplatanych, tak że każdy z przewodów ma taką samą rezystancję zastępczą.
W nagrzewaniu indukcyjnym realizowanym w zakresie częstotliwości od kilkudziesięciu kHz do kilkunastu MHz (spotykane są układy nawet o częstotliwościach 13,56 MHz i 27 MHz) i mocach od kilkuset watów do kilkudziesięciu kilowatów stosuje się wzbudniki wykonane z rurek miedzianych, mosiężnych lub srebrnych (srebrzonych) o grubości dobranej do częstotliwości pracy (czasami nieco grubszych ze względów mechanicznych), wykorzystując wnętrze rurki (gdzie ze względu na zjawisko naskórkowości nie płynie prąd) do chłodzenia wzbudnika strumieniem wody. Pozwala to na znaczne zwiększenie mocy znamionowej takiego wzbudnika. Znane są też konstrukcje transformatorów wysokoczęstotliwościowych mocy o uzwojeniach wykonanych z rurek.

### Zjawisko naskórkowości w silnikach indukcyjnych
Zjawisko naskórkowości w praktyczny sposób zostało wykorzystane w konstrukcji silnika indukcyjnego klatkowego głębokożłobkowego. W czasie rozruchu, kiedy przy dużym poślizgu w prętach klatki płyną prądy o dużej częstotliwości, na skutek zjawiska naskórkowości prąd płynie nie całym przekrojem pręta, ale częścią leżącą po zewnętrznej stronie wirnika. W ten sposób w czasie rozruchu rezystancja prętów klatki staje się większa, niż wynika to z pola przekroju przewodnika. Po rozruchu, kiedy poślizg jest mały i częstotliwość prądu w klatce jest niewielka, prąd płynie praktycznie całym przekrojem prętów klatki, co zmniejsza rezystancję prętów wirnika. Zjawisko to jest korzystne, gdyż ogranicza prąd pobierany przez silnik klatkowy w czasie rozruchu.

## Naskórkowość w nadprzewodnikach
Zjawisko naskórkowości występuje również w nadprzewodnikach. Nadprzewodniki to materiały o bardzo małej rezystywności (rezystywność nadprzewodników szacuje się na poziomie 10−23 Ω·m, podczas gdy dla miedzi jest to 10−8 Ω·m). Zjawisko naskórkowości wystąpiłoby więc w nadprzewodnikach wraz z częstotliwością dość intensywnie. Okazuje się jednak, że ze względu na specyficzne właściwości (ruch elektronów w parach – tzw. pary Coopera oraz brak zderzeń elektronów ze strukturą sieci krystalicznej nadprzewodnika) naskórkowość występuje w nadprzewodnikach również przy przepływie prądu stałego. Zjawisko to opisane matematycznie teorią Londonów zdefiniowaną w 1935 przez braci Londonów. Sformułowane zostały dwa równania, zwane od nazwisk twórców równaniami Londonów. Pierwsze z nich opisuje zanik oporu elektrycznego w nadprzewodniku (odpowiednik prawa Ohma dla klasycznej elektrotechniki).
{\displaystyle E={\frac {\partial }{\partial t}}\left({\Lambda J}\right).}
Wielkość {\displaystyle \Lambda } występująca w równaniu ma wymiar indukcyjności (H.m), ale może być wyrażona za pomocą bardzo istotnej wielkości charakteryzującej naskórkowość nadprzewodników:
{\displaystyle \Lambda ={\frac {m}{n\cdot e^{2}}}=\lambda _{0}^{2}\cdot \mu _{0},}
gdzie:
{\displaystyle m} – masa elektronu,
{\displaystyle e} – ładunek elektronu,
{\displaystyle n} – koncentracja elektronów w nadprzewodniku.
Wielkość λ0 zwana Londonowską głębokością wnikania określa do jakiej głębokości w nadprzewodniku płynie prąd. Jest to głębokość wnikania przy założeniu, że nadprzewodnik znajduje się w temperaturze zera bezwzględnego. Wraz ze wzrostem temperatury Londonowska głębokość wnikania wzrasta zgodnie z zależnością:
{\displaystyle \lambda _{L}(T)=\lambda _{L}(0)\cdot \left(1-\left({\frac {T}{T_{c}}}\right)^{4}\right)^{-{\frac {1}{2}}},}
gdzie:
{\displaystyle T_{c}} – temperatura krytyczna nadprzewodnika.
Ponieważ dla typowych nadprzewodników poniżej temperatury krytycznej głębokość wnikania prądu to wymiary nanometrowe, wykonanie przewodów nadprzewodnikowych wymaga zastosowania specjalnych technologii umożliwiających eliminację wpływu naskórkowości na wydajność prądową przewodu.